# Convocazioni per il campionato mondiale di calcio 1986
Elenco dei giocatori convocati da ciascuna Nazionale partecipante ai Mondiali di calcio 1986.
L'età dei giocatori è relativa al 31 maggio 1986, data di inizio della manifestazione.

## Gruppo A

### Argentina
Commissario tecnico: Carlos Bilardo
| N. | Pos. | Giocatore           | Data nascita (età)          | Pres. | Squadra            |
| -- | ---- | ------------------- | --------------------------- | ----- | ------------------ |
| 1  | A    | Sergio Almirón      | 18 novembre 1958 (27 anni)  | 3     | Newell's Old Boys  |
| 2  | C    | Sergio Batista      | 9 novembre 1962 (23 anni)   | 5     | Argentinos Juniors |
| 3  | C    | Ricardo Bochini     | 25 gennaio 1954 (32 anni)   | 27    | Independiente      |
| 4  | C    | Claudio Borghi      | 28 settembre 1964 (21 anni) | 4     | Argentinos Juniors |
| 5  | D    | José Luis Brown     | 10 novembre 1956 (29 anni)  | 14    | Atlético Nacional  |
| 6  | D    | Daniel Passarella   | 25 maggio 1953 (33 anni)    | 68    | Fiorentina         |
| 7  | A    | Jorge Burruchaga    | 9 ottobre 1962 (23 anni)    | 33    | Nantes             |
| 8  | D    | Néstor Clausen      | 29 settembre 1962 (23 anni) | 20    | Independiente      |
| 9  | D    | José Luis Cuciuffo  | 1º febbraio 1961 (25 anni)  | 1     | Vélez Sarsfield    |
| 10 | C    | Diego Maradona      | 30 ottobre 1960 (25 anni)   | 44    | Napoli             |
| 11 | A    | Jorge Valdano       | 4 ottobre 1955 (30 anni)    | 13    | Real Madrid        |
| 12 | C    | Héctor Enrique      | 26 aprile 1962 (24 anni)    | 2     | River Plate        |
| 13 | D    | Oscar Garré         | 9 dicembre 1956 (29 anni)   | 32    | Ferro Carril Oeste |
| 14 | C    | Ricardo Giusti      | 11 dicembre 1956 (29 anni)  | 26    | Independiente      |
| 15 | P    | Luis Islas          | 22 dicembre 1965 (20 anni)  | 10    | Estudiantes        |
| 16 | C    | Julio Olarticoechea | 18 ottobre 1958 (27 anni)   | 5     | Boca Juniors       |
| 17 | A    | Pedro Pasculli      | 17 maggio 1960 (26 anni)    | 13    | Lecce              |
| 18 | P    | Nery Pumpido        | 30 luglio 1957 (28 anni)    | 15    | River Plate        |
| 19 | D    | Oscar Ruggeri       | 26 gennaio 1962 (24 anni)   | 19    | River Plate        |
| 20 | C    | Carlos Tapia        | 20 agosto 1962 (23 anni)    | 2     | Boca Juniors       |
| 21 | C    | Marcelo Trobbiani   | 17 febbraio 1955 (31 anni)  | 25    | Elche              |
| 22 | P    | Héctor Zelada       | 30 aprile 1957 (29 anni)    | 0     | América            |

Come da tradizione per la selezione argentina, i numeri furono assegnati seguendo l'ordine alfabetico, eccetto che per il 6, il 10 e l'11 assegnati a Passarella, Maradona e Valdano.

### Bulgaria
Commissario tecnico: Ivan Vutsov
| N. | Pos. | Giocatore                | Data nascita (età)          | Pres. | Squadra            |
| -- | ---- | ------------------------ | --------------------------- | ----- | ------------------ |
| 1  | P    | Borislav Mihajlov        | 12 febbraio 1963 (23 anni)  | 26    | Vitosha Sofia      |
| 2  | C    | Nasko Sirakov            | 26 aprile 1962 (24 anni)    | 18    | Vitosha Sofia      |
| 3  | D    | Nikolaj Arabov           | 21 febbraio 1953 (33 anni)  | 39    | Sliven             |
| 4  | D    | Petăr Petrov             | 20 febbraio 1961 (25 anni)  | 37    | Vitosha Sofia      |
| 5  | D    | Georgi Dimitrov Georgiev | 14 gennaio 1959 (27 anni)   | 65    | Sredec Sofija      |
| 6  | C    | Andrey Zhelyazkov        | 9 luglio 1952 (33 anni)     | 51    | Strasbourg         |
| 7  | A    | Bozhidar Iskrenov        | 1º agosto 1962 (23 anni)    | 33    | Vitosha Sofia      |
| 8  | C    | Ayan Sadakov             | 28 settembre 1961 (24 anni) | 47    | Lokomotiv Plovdiv  |
| 9  | A    | Stoycho Mladenov         | 24 aprile 1957 (29 anni)    | 55    | Sredec Sofija      |
| 10 | C    | Zhivko Gospodinov        | 6 settembre 1957 (28 anni)  | 36    | Spartak Varna      |
| 11 | C    | Plamen Getov             | 4 marzo 1959 (27 anni)      | 18    | Spartak Pleven     |
| 12 | D    | Radoslav Zdravkov        | 30 luglio 1956 (29 anni)    | 65    | Sredec Sofija      |
| 13 | D    | Aleksandăr Markov        | 17 agosto 1961 (24 anni)    | 18    | Spartak Pleven     |
| 14 | A    | Plamen Markov            | 11 settembre 1957 (28 anni) | 37    | FC Metz            |
| 15 | C    | Georgi Yordanov          | 21 luglio 1963 (22 anni)    | 10    | Vitosha Sofia      |
| 16 | A    | Vasil Dragolov           | 17 agosto 1962 (23 anni)    | 2     | Beroe Stara Zagora |
| 17 | C    | Hristo Kolev             | 21 settembre 1964 (21 anni) | 7     | Lokomotiv Plovdiv  |
| 18 | A    | Bojčo Veličkov           | 13 agosto 1958 (27 anni)    | 26    | Lokomotiv Sofia    |
| 19 | C    | Atanas Pashev            | 21 novembre 1963 (22 anni)  | 14    | Trakia Plovdiv     |
| 20 | A    | Kostadin Kostadinov      | 25 giugno 1959 (26 anni)    | 41    | Trakia Plovdiv     |
| 21 | D    | Iliya Dyakov             | 28 settembre 1963 (22 anni) | 5     | Dobrudža Dobrič    |
| 22 | P    | Iliya Valov              | 29 dicembre 1961 (24 anni)  | 13    | Vraza              |

### Italia
Commissario tecnico: Enzo Bearzot
| N. | Pos. | Giocatore            | Data nascita (età)          | Pres. | Squadra        |
| -- | ---- | -------------------- | --------------------------- | ----- | -------------- |
| 1  | P    | Giovanni Galli       | 29 aprile 1958 (28 anni)    | 15    | Fiorentina     |
| 2  | D    | Giuseppe Bergomi     | 22 dicembre 1963 (22 anni)  | 28    | Internazionale |
| 3  | D    | Antonio Cabrini      | 8 ottobre 1957 (28 anni)    | 64    | Juventus       |
| 4  | D    | Fulvio Collovati     | 9 maggio 1957 (29 anni)     | 49    | Internazionale |
| 5  | D    | Sebastiano Nela      | 13 marzo 1961 (25 anni)     | 2     | Roma           |
| 6  | D    | Gaetano Scirea       | 25 maggio 1953 (33 anni)    | 74    | Juventus       |
| 7  | D    | Roberto Tricella     | 18 marzo 1959 (27 anni)     | 6     | Verona         |
| 8  | D    | Pietro Vierchowod    | 6 aprile 1959 (27 anni)     | 23    | Sampdoria      |
| 9  | C    | Carlo Ancelotti      | 10 giugno 1959 (26 anni)    | 11    | Roma           |
| 10 | C    | Salvatore Bagni      | 25 settembre 1956 (29 anni) | 26    | Napoli         |
| 11 | C    | Giuseppe Baresi      | 7 febbraio 1958 (28 anni)   | 15    | Internazionale |
| 12 | P    | Franco Tancredi      | 10 gennaio 1955 (31 anni)   | 12    | Roma           |
| 13 | C    | Fernando De Napoli   | 15 marzo 1964 (22 anni)     | 1     | Avellino       |
| 14 | C    | Antonio Di Gennaro   | 5 ottobre 1958 (27 anni)    | 11    | Verona         |
| 15 | C    | Marco Tardelli       | 24 settembre 1954 (31 anni) | 81    | Internazionale |
| 16 | C    | Bruno Conti          | 13 marzo 1955 (31 anni)     | 43    | Roma           |
| 17 | A    | Gianluca Vialli      | 9 luglio 1964 (21 anni)     | 4     | Sampdoria      |
| 18 | A    | Alessandro Altobelli | 28 novembre 1955 (30 anni)  | 39    | Internazionale |
| 19 | A    | Giuseppe Galderisi   | 22 marzo 1963 (23 anni)     | 6     | Verona         |
| 20 | A    | Paolo Rossi          | 23 settembre 1956 (29 anni) | 48    | Milan          |
| 21 | A    | Aldo Serena          | 25 giugno 1960 (25 anni)    | 5     | Juventus       |
| 22 | P    | Walter Zenga         | 28 aprile 1960 (26 anni)    | 0     | Internazionale |

Come da tradizione i giocatori vennero ordinati alfabeticamente per ordine di ruolo, ad eccezione di Gianluca Vialli che indossò il 17. I portieri con i classici 1, 12 e 22.

### Corea del Sud
Commissario tecnico: Kim Jung-Nam
| N. | Pos. | Giocatore       | Data nascita (età)          | Pres. | Squadra                |
| -- | ---- | --------------- | --------------------------- | ----- | ---------------------- |
| 1  | P    | Cho Byung-Deuk  | 26 maggio 1958 (28 anni)    | 0     | Hallelujah FC          |
| 2  | D    | Park Kyung-Hoon | 19 gennaio 1961 (25 anni)   | 0     | POSCO Atoms            |
| 3  | D    | Chung Jong-Soo  | 27 marzo 1961 (25 anni)     | 0     | Yukong Kokkiri         |
| 4  | C    | Cho Kwang-Rae   | 19 marzo 1954 (32 anni)     | 0     | Daewoo Royals          |
| 5  | D    | Chung Yong-Hwan | 10 febbraio 1960 (26 anni)  | 0     | Daewoo Royals          |
| 6  | A    | Lee Tae-Ho      | 29 gennaio 1961 (25 anni)   | 0     | Daewoo Royals          |
| 7  | A    | Kim Jong-Boo    | 3 novembre 1965 (20 anni)   | 0     | Korea University       |
| 8  | C    | Cho Young-Jeung | 18 agosto 1954 (31 anni)    | 0     | Lucky-Goldstar Hwangso |
| 9  | C    | Choi Soon-Ho    | 10 gennaio 1962 (24 anni)   | 47    | POSCO Atoms            |
| 10 | A    | Park Chang-Seon | 2 febbraio 1954 (32 anni)   | 0     | Daewoo Royals          |
| 11 | A    | Cha Bum-Kun     | 21 maggio 1953 (33 anni)    | 125   | Bayer Leverkusen       |
| 12 | D    | Kim Pyung-Seok  | 22 settembre 1958 (27 anni) | 0     | Hyundai Horangi        |
| 13 | C    | Noh Soo-Jin     | 10 febbraio 1962 (24 anni)  | 0     | Yukong Kokkiri         |
| 14 | D    | Cho Min-Kook    | 5 luglio 1963 (22 anni)     | 0     | Lucky-Goldstar Hwangso |
| 15 | D    | Yoo Byung-Ok    | 2 marzo 1964 (22 anni)      | 0     | Hanyang University     |
| 16 | C    | Kim Joo-Sung    | 17 gennaio 1966 (20 anni)   | 0     | Chosun University      |
| 17 | C    | Huh Jung-Moo    | 13 gennaio 1955 (31 anni)   | 103   | Hyundai Horangi        |
| 18 | C    | Kim Sam-Soo     | 8 febbraio 1963 (23 anni)   | 0     | Hyundai Horangi        |
| 19 | A    | Byun Byung-Joo  | 26 aprile 1961 (25 anni)    | 0     | Daewoo Royals          |
| 20 | A    | Kim Yong-Se     | 21 aprile 1960 (26 anni)    | 0     | Yukong Kokkiri         |
| 21 | P    | Oh Yeon-Kyo     | 25 maggio 1960 (26 anni)    | 0     | Yukong Kokkiri         |
| 22 | A    | Kang Deuk-Soo   | 16 agosto 1961 (24 anni)    | 0     | Lucky-Goldstar Hwangso |

## Gruppo B

### Belgio
Commissario tecnico: Guy Thys
| N. | Pos. | Giocatore           | Data nascita (età)         | Pres. | Squadra         |
| -- | ---- | ------------------- | -------------------------- | ----- | --------------- |
| 1  | P    | Jean-Marie Pfaff    | 4 dicembre 1953 (32 anni)  | 51    | Bayern Monaco   |
| 2  | D    | Eric Gerets         | 18 maggio 1954 (32 anni)   | 56    | PSV             |
| 3  | D    | Franky Van Der Elst | 30 aprile 1961 (25 anni)   | 9     | Club Bruges     |
| 4  | D    | Michel De Wolf      | 19 gennaio 1958 (28 anni)  | 17    | Gent            |
| 5  | D    | Michel Renquin      | 3 novembre 1955 (30 anni)  | 47    | Standard Liegi  |
| 6  | C    | Franky Vercauteren  | 28 ottobre 1956 (29 anni)  | 48    | Anderlecht      |
| 7  | C    | René Vandereycken   | 22 luglio 1953 (32 anni)   | 48    | Anderlecht      |
| 8  | C    | Enzo Scifo          | 19 febbraio 1966 (20 anni) | 13    | Anderlecht      |
| 9  | A    | Erwin Vandenbergh   | 26 gennaio 1959 (27 anni)  | 39    | Anderlecht      |
| 10 | C    | Philippe Desmet     | 29 novembre 1958 (27 anni) | 3     | Waregem         |
| 11 | C    | Jan Ceulemans       | 28 febbraio 1957 (29 anni) | 56    | Club Bruges     |
| 12 | P    | Jacky Munaron       | 8 settembre 1956 (29 anni) | 7     | Anderlecht      |
| 13 | D    | Georges Grün        | 25 gennaio 1962 (24 anni)  | 15    | Anderlecht      |
| 14 | D    | Leo Clijsters       | 6 novembre 1956 (29 anni)  | 13    | Waterschei Thor |
| 15 | D    | Leo Van der Elst    | 7 gennaio 1962 (24 anni)   | 6     | Club Bruges     |
| 16 | A    | Nico Claesen        | 7 ottobre 1962 (23 anni)   | 14    | Standard Liegi  |
| 17 | C    | Raymond Mommens     | 27 dicembre 1958 (27 anni) | 14    | Lokeren         |
| 18 | A    | Daniel Veyt         | 9 dicembre 1956 (29 anni)  | 2     | Waregem         |
| 19 | D    | Hugo Broos          | 10 aprile 1952 (34 anni)   | 21    | Club Bruges     |
| 20 | P    | Gilbert Bodart      | 2 settembre 1962 (23 anni) | 1     | Standard Liegi  |
| 21 | C    | Stéphane Demol      | 11 marzo 1966 (20 anni)    | 2     | Anderlecht      |
| 22 | C    | Patrick Vervoort    | 17 gennaio 1965 (21 anni)  | 2     | Beerschot       |

### Iraq
Commissario tecnico:  Evaristo de Macedo
| N. | Pos. | Giocatore         | Data nascita (età)         | Pres. | Squadra    |
| -- | ---- | ----------------- | -------------------------- | ----- | ---------- |
| 1  | P    | Raad Hammoudi     | 20 aprile 1958 (28 anni)   | 0     | Al-Shorta  |
| 2  | D    | Maad Ibrahim      | 30 giugno 1960 (25 anni)   | 0     | Al-Rasheed |
| 3  | D    | Khalil Allawi     | 6 settembre 1958 (27 anni) | 0     | Al-Rasheed |
| 4  | D    | Nadhum Shaker     | 13 aprile 1958 (28 anni)   | 0     | Al-Tayaran |
| 5  | D    | Samir Shaker      | 29 febbraio 1958 (28 anni) | 0     | Al-Rasheed |
| 6  | C    | Ali Hussein       | 5 maggio 1961 (25 anni)    | 0     | Talaba     |
| 7  | C    | Haris Mohamed     | 3 marzo 1958 (28 anni)     | 0     | Al-Rasheed |
| 8  | A    | Ahmed Radhi       | 27 marzo 1964 (22 anni)    | 0     | Al-Rasheed |
| 9  | A    | Karim Saddam      | 26 maggio 1960 (26 anni)   | 0     | Al-Jaish   |
| 10 | A    | Hussein Saeed     | 21 gennaio 1958 (28 anni)  | 0     | Talaba     |
| 11 | A    | Abdul-Rahim Hamed | 23 maggio 1963 (23 anni)   | 0     | Al-Jaish   |
| 12 | C    | Jamal Ali         | 2 febbraio 1956 (30 anni)  | 0     | Talaba     |
| 13 | C    | Karim Allawi      | 1º aprile 1960 (26 anni)   | 0     | Al-Rasheed |
| 14 | C    | Basil Gorgis      | 6 settembre 1961 (24 anni) | 0     | Al-Shabab  |
| 15 | D    | Natik Hashim      | 15 gennaio 1960 (26 anni)  | 0     | Al-Tayaran |
| 16 | C    | Shaker Mahmoud    | 5 maggio 1960 (26 anni)    | 0     | Al-Shabab  |
| 17 | C    | Annad Obid        | 3 agosto 1954 (31 anni)    | 0     | Al-Rasheed |
| 18 | C    | Ismail Mohamed    | 17 aprile 1962 (24 anni)   | 0     | Al-Shabab  |
| 19 | C    | Bassim Qassim     | 22 marzo 1959 (27 anni)    | 0     | Al-Shorta  |
| 20 | P    | Abdul-Fatah Nasif | 2 febbraio 1951 (35 anni)  | 0     | Al-Jaish   |
| 21 | P    | Ahmed Jassim      | 4 maggio 1960 (26 anni)    | 0     | Al-Rasheed |
| 22 | D    | Ghanim Oraibi     | 16 agosto 1961 (24 anni)   | 0     | Al-Shabab  |

### Messico
Commissario tecnico:  Bora Milutinović
| N. | Pos. | Giocatore             | Data nascita (età)          | Pres. | Squadra     |
| -- | ---- | --------------------- | --------------------------- | ----- | ----------- |
| 1  | P    | Pablo Larios          | 31 luglio 1960 (25 anni)    | 31    | Cruz Azul   |
| 2  | D    | Mario Trejo           | 18 settembre 1961 (24 anni) | 50    | América     |
| 3  | D    | Fernando Quirarte     | 17 maggio 1956 (30 anni)    | 30    | Guadalajara |
| 4  | D    | Armando Manzo         | 16 ottobre 1958 (27 anni)   | 35    | América     |
| 5  | D    | Francisco Javier Cruz | 24 maggio 1966 (20 anni)    | 2     | Monterrey   |
| 6  | C    | Carlos de los Cobos   | 10 dicembre 1958 (27 anni)  | 23    | América     |
| 7  | C    | Miguel España         | 4 aprile 1961 (25 anni)     | 35    | UNAM Pumas  |
| 8  | C    | Alejandro Domínguez   | 9 febbraio 1961 (25 anni)   | 15    | América     |
| 9  | A    | Hugo Sánchez          | 11 luglio 1958 (27 anni)    | 37    | Real Madrid |
| 10 | C    | Tomás Boy             | 5 luglio 1953 (32 anni)     | 42    | Tigres      |
| 11 | A    | Carlos Hermosillo     | 24 agosto 1964 (21 anni)    | 18    | América     |
| 12 | P    | Ignacio Rodríguez     | 13 agosto 1959 (26 anni)    | 11    | Atlante     |
| 13 | C    | Javier Aguirre        | 1º dicembre 1958 (27 anni)  | 43    | América     |
| 14 | D    | Félix Cruz            | 4 aprile 1961 (25 anni)     | 32    | UNAM Pumas  |
| 15 | A    | Luis Enrique Flores   | 8 agosto 1962 (23 anni)     | 34    | UNAM Pumas  |
| 16 | C    | Carlos Muñoz          | 8 settembre 1962 (23 anni)  | 32    | Tigres      |
| 17 | D    | Raúl Servín           | 29 aprile 1963 (23 anni)    | 20    | UNAM Pumas  |
| 18 | D    | Rafael Amador         | 16 novembre 1959 (26 anni)  | 25    | UNAM Pumas  |
| 19 | A    | Javier Hernández      | 1º agosto 1961 (24 anni)    | 19    | Tecos       |
| 20 | P    | Olaf Heredia          | 19 ottobre 1957 (28 anni)   | 17    | Tigres      |
| 21 | A    | Cristóbal Ortega      | 25 luglio 1956 (29 anni)    | 24    | América     |
| 22 | A    | Manuel Negrete        | 15 maggio 1959 (27 anni)    | 41    | UNAM Pumas  |

### Paraguay
Commissario tecnico: Cayetano Ré
| N. | Pos. | Giocatore             | Data nascita (età)          | Pres. | Squadra                          |
| -- | ---- | --------------------- | --------------------------- | ----- | -------------------------------- |
| 1  | P    | Roberto Fernández     | 9 luglio 1954 (31 anni)     | 43    | Deportivo Cali                   |
| 2  | D    | Juan Torales          | 9 maggio 1956 (30 anni)     | 58    | Libertad                         |
| 3  | D    | César Zabala          | 3 giugno 1961 (24 anni)     | 2     | Cerro Porteño                    |
| 4  | D    | Vladimiro Schettina   | 8 ottobre 1955 (30 anni)    | 4     | Club Guaraní                     |
| 5  | D    | Rogelio Delgado       | 12 ottobre 1959 (26 anni)   | 4     | Olimpia Asunción                 |
| 6  | C    | Jorge Amado Nunes     | 18 ottobre 1961 (24 anni)   | 2     | Deportivo Cali                   |
| 7  | A    | Buenaventura Ferreira | 4 luglio 1960 (25 anni)     | 2     | Deportivo Cali                   |
| 8  | C    | Julio César Romero    | 28 agosto 1960 (25 anni)    | 11    | Fluminense                       |
| 9  | A    | Roberto Cabañas       | 11 aprile 1961 (25 anni)    | 2     | America de Cali                  |
| 10 | C    | Adolfino Cañete       | 13 settembre 1956 (29 anni) | 4     | Cruz Azul                        |
| 11 | A    | Alfredo Mendoza       | 31 dicembre 1963 (22 anni)  | 4     | Deportivo Independiente Medellin |
| 12 | P    | Jorge Battaglia       | 12 maggio 1960 (26 anni)    | 0     | Sol de America                   |
| 13 | D    | Virginio Cáceres      | 21 maggio 1962 (24 anni)    | 2     | Club Guaraní                     |
| 14 | D    | Luis Caballero        | 17 settembre 1962 (23 anni) | 0     | Club Guaraní                     |
| 15 | C    | Eufemio Cabral        | 21 marzo 1955 (31 anni)     | ?     | Club Guaraní                     |
| 16 | C    | Jorge Guasch          | 17 gennaio 1961 (25 anni)   | 0     | Olimpia Asunción                 |
| 17 | A    | Francisco Alcaraz     | 4 ottobre 1960 (25 anni)    | ?     | Club Nacional                    |
| 18 | A    | Evaristo Isasi        | 26 ottobre 1955 (30 anni)   | 6     | Olimpia Asunción                 |
| 19 | C    | Rolando Chilavert     | 22 maggio 1961 (25 anni)    | ?     | Club Guaraní                     |
| 20 | A    | Ramón Hicks           | 30 maggio 1959 (27 anni)    | 1     | Libertad                         |
| 21 | A    | Faustino Alonso       | 15 febbraio 1961 (25 anni)  | ?     | Sol de America                   |
| 22 | P    | Julián Coronel        | 23 ottobre 1958 (27 anni)   | 0     | Club Guaraní                     |

## Gruppo C

### Canada
Commissario tecnico: Tony Waiters
| N. | Pos. | Giocatore             | Data nascita (età)          | Pres. | Squadra                       |
| -- | ---- | --------------------- | --------------------------- | ----- | ----------------------------- |
| 1  | P    | Tino Lettieri         | 27 settembre 1957 (28 anni) | 21    | Minnesota Strikers            |
| 2  | D    | Bob Lenarduzzi        | 1º maggio 1955 (31 anni)    | 44    | Tacoma Stars                  |
| 3  | D    | Bruce Wilson          | 20 giugno 1951 (34 anni)    | 54    | Toronto Inex Canada           |
| 4  | C    | Randy Ragan           | 7 giugno 1959 (26 anni)     | 32    | Toronto Blizzard              |
| 5  | D    | Terry Moore           | 2 giugno 1958 (27 anni)     | 11    | Glentoran                     |
| 6  | D    | Ian Bridge            | 18 settembre 1959 (26 anni) | 20    | FC La Chaux-de-Fonds          |
| 7  | A    | Carl Valentine        | 4 luglio 1958 (27 anni)     | 3     | Cleveland Force               |
| 8  | C    | Gerry Gray            | 2 maggio 1962 (24 anni)     | 22    | Chicago Sting                 |
| 9  | A    | Branko Segota         | 29 aprile 1959 (27 anni)    | 11    | San Diego Sockers             |
| 10 | A    | Igor Vrablic          | 19 luglio 1965 (20 anni)    | 27    | Sérésien                      |
| 11 | C    | Mike Sweeney          | 25 dicembre 1959 (26 anni)  | 26    | Cleveland Force               |
| 12 | D    | Randy Samuel          | 23 dicembre 1963 (22 anni)  | 25    | PSV                           |
| 13 | C    | George Pakos          | 12 dicembre 1956 (29 anni)  | 22    | Victoria Athletic Association |
| 14 | A    | Dale Mitchell         | 21 aprile 1958 (28 anni)    | 26    | Tacoma Stars                  |
| 15 | C    | Paul James            | 11 novembre 1963 (22 anni)  | 30    | Toronto Blizzard              |
| 16 | C    | Greg Ion              | 12 marzo 1963 (23 anni)     | 5     | Los Angeles Lazers            |
| 17 | C    | David McDonald Norman | 2 maggio 1962 (24 anni)     | 22    | Tacoma Stars                  |
| 18 | C    | Jamie Lowery          | 15 gennaio 1961 (25 anni)   | 5     | Victoria University           |
| 19 | C    | Pasquale De Luca      | 26 maggio 1962 (24 anni)    | 19    | Cleveland Force               |
| 20 | C    | Colin Miller          | 4 ottobre 1964 (21 anni)    | 7     | Rangers                       |
| 21 | P    | Sven Habermann        | 3 novembre 1961 (24 anni)   | 11    | Toronto Inex Canada           |
| 22 | P    | Paul Dolan            | 16 aprile 1966 (20 anni)    | 20    | Edmonton Brickmen             |

### Francia
Commissario tecnico: Henri Michel
| N. | Pos. | Giocatore             | Data nascita (età)         | Pres. | Squadra               |
| -- | ---- | --------------------- | -------------------------- | ----- | --------------------- |
| 1  | P    | Joël Bats             | 4 gennaio 1957 (29 anni)   | 23    | Paris Saint-Germain   |
| 2  | D    | Manuel Amoros         | 1º febbraio 1962 (24 anni) | 32    | AS Monaco             |
| 3  | D    | William Ayache        | 10 gennaio 1961 (25 anni)  | 9     | Nantes                |
| 4  | D    | Patrick Battiston     | 12 marzo 1957 (29 anni)    | 42    | Girondins de Bordeaux |
| 5  | D    | Michel Bibard         | 30 novembre 1958 (27 anni) | 5     | Paris Saint-Germain   |
| 6  | D    | Maxime Bossis         | 26 giugno 1955 (30 anni)   | 69    | Racing Club de Paris  |
| 7  | D    | Yvon Le Roux          | 19 aprile 1960 (26 anni)   | 18    | Nantes                |
| 8  | D    | Thierry Tusseau       | 19 gennaio 1958 (28 anni)  | 18    | Girondins de Bordeaux |
| 9  | C    | Luis Miguel Fernández | 2 ottobre 1959 (26 anni)   | 28    | Paris Saint-Germain   |
| 10 | C    | Michel Platini        | 21 giugno 1955 (30 anni)   | 63    | Juventus              |
| 11 | C    | Jean-Marc Ferreri     | 26 dicembre 1962 (23 anni) | 14    | Auxerre               |
| 12 | C    | Alain Giresse         | 2 settembre 1952 (33 anni) | 41    | Girondins de Bordeaux |
| 13 | C    | Bernard Genghini      | 18 gennaio 1958 (28 anni)  | 25    | AS Monaco             |
| 14 | C    | Jean Tigana           | 23 giugno 1955 (30 anni)   | 40    | Girondins de Bordeaux |
| 15 | C    | Philippe Vercruysse   | 28 gennaio 1962 (24 anni)  | 2     | Lens                  |
| 16 | A    | Bruno Bellone         | 14 marzo 1962 (24 anni)    | 24    | AS Monaco             |
| 17 | A    | Jean-Pierre Papin     | 5 novembre 1963 (22 anni)  | 1     | Club Bruges           |
| 18 | A    | Dominique Rocheteau   | 14 gennaio 1955 (31 anni)  | 45    | Paris Saint-Germain   |
| 19 | A    | Yannick Stopyra       | 9 gennaio 1961 (25 anni)   | 16    | Toulouse              |
| 20 | A    | Daniel Xuereb         | 22 giugno 1959 (26 anni)   | 3     | Lens                  |
| 21 | P    | Philippe Bergerôo     | 13 gennaio 1954 (32 anni)  | 3     | Toulouse              |
| 22 | P    | Albert Rust           | 10 ottobre 1953 (32 anni)  | 0     | FC Sochaux            |

I giocatori della nazionale francese furono numerati alfabeticamente secondo il ruolo, eccetto Platini e Giresse.

### Ungheria
Commissario tecnico: György Mezey
| N. | Pos. | Giocatore        | Data nascita (età)          | Pres. | Squadra              |
| -- | ---- | ---------------- | --------------------------- | ----- | -------------------- |
| 1  | P    | Péter Disztl     | 30 marzo 1960 (26 anni)     | 13    | Videoton FC          |
| 2  | D    | Sándor Sallai    | 26 marzo 1960 (26 anni)     | 31    | Budapest Honvéd FC   |
| 3  | D    | Antal Róth       | 14 settembre 1960 (25 anni) | 18    | Pécsi Munkás FC      |
| 4  | D    | József Varga     | 9 ottobre 1954 (31 anni)    | 29    | Denizlispor          |
| 5  | D    | József Kardos    | 22 marzo 1960 (26 anni)     | 27    | Újpesti Dózsa        |
| 6  | D    | Imre Garaba      | 29 luglio 1958 (27 anni)    | 53    | Budapest Honvéd FC   |
| 7  | A    | József Kiprich   | 6 settembre 1963 (22 anni)  | 14    | Tatabányai Bányász   |
| 8  | C    | Antal Nagy       | 17 ottobre 1957 (28 anni)   | 25    | Budapest Honvéd FC   |
| 9  | C    | László Dajka     | 29 aprile 1959 (27 anni)    | 19    | Budapest Honvéd FC   |
| 10 | C    | Lajos Détári     | 24 aprile 1963 (23 anni)    | 17    | Budapest Honvéd FC   |
| 11 | A    | Márton Esterházy | 9 aprile 1956 (30 anni)     | 21    | AEK Atene            |
| 12 | D    | József Csuhay    | 12 luglio 1957 (28 anni)    | 9     | Videoton FC          |
| 13 | D    | László Disztl    | 4 giugno 1962 (23 anni)     | 5     | Videoton FC          |
| 14 | D    | Zoltán Péter     | 23 marzo 1958 (28 anni)     | 21    | Zalaegerszegi TE     |
| 15 | C    | Péter Hannich    | 30 marzo 1957 (29 anni)     | 23    | Rába ETO Győr        |
| 16 | D    | József Nagy      | 20 ottobre 1960 (25 anni)   | 1     | Szombathelyi Haladás |
| 17 | C    | Győző Burcsa     | 13 marzo 1954 (32 anni)     | 11    | Auxerre              |
| 18 | P    | József Szendrei  | 25 aprile 1954 (32 anni)    | 2     | Újpesti Dózsa        |
| 19 | A    | György Bognár    | 5 novembre 1961 (24 anni)   | 7     | MTK Hungária FC      |
| 20 | A    | Kálmán Kovács    | 11 settembre 1965 (20 anni) | 8     | Budapest Honvéd FC   |
| 21 | C    | Gyula Hajszán    | 9 ottobre 1961 (24 anni)    | 22    | Rába ETO Győr        |
| 22 | P    | József Andrusch  | 31 marzo 1956 (30 anni)     | 5     | Budapest Honvéd FC   |

### Unione Sovietica
Commissario tecnico: Valeri Lobanovsky
| N. | Pos. | Giocatore            | Data nascita (età)          | Pres. | Squadra          |
| -- | ---- | -------------------- | --------------------------- | ----- | ---------------- |
| 1  | P    | Rinat Dasaev         | 13 giugno 1957 (28 anni)    | 58    | Spartak Mosca    |
| 2  | D    | Volodymyr Bezsonov   | 5 marzo 1958 (28 anni)      | 53    | Dinamo Kiev      |
| 3  | D    | Aleksandr Čivadze    | 8 aprile 1955 (31 anni)     | 42    | Dinamo Tbilisi   |
| 4  | D    | Gennadij Morozov     | 30 dicembre 1962 (23 anni)  | 9     | Spartak Mosca    |
| 5  | D    | Anatolij Dem"janenko | 19 febbraio 1959 (27 anni)  | 46    | Dinamo Kiev      |
| 6  | D    | Aleksandr Bubnov     | 10 ottobre 1955 (30 anni)   | 32    | Spartak Mosca    |
| 7  | C    | Ivan Jaremčuk        | 19 marzo 1962 (24 anni)     | 2     | Dinamo Kiev      |
| 8  | C    | Pavel Yakovenko      | 19 dicembre 1964 (21 anni)  | 1     | Dinamo Kiev      |
| 9  | C    | Oleksandr Zavarov    | 24 aprile 1961 (25 anni)    | 7     | Dinamo Kiev      |
| 10 | D    | Oleg Kuznetsov       | 22 marzo 1963 (23 anni)     | 5     | Dinamo Kiev      |
| 11 | A    | Oleg Blokhin         | 5 novembre 1952 (33 anni)   | 104   | Dinamo Kiev      |
| 12 | C    | Andrij Bal'          | 16 febbraio 1958 (28 anni)  | 17    | Dinamo Kiev      |
| 13 | C    | Gennadiy Litovchenko | 11 settembre 1963 (22 anni) | 18    | Dnepr            |
| 14 | A    | Sergej Rodionov      | 3 settembre 1962 (23 anni)  | 17    | Spartak Mosca    |
| 15 | D    | Nikolaj Larionov     | 19 gennaio 1957 (29 anni)   | 15    | Zenit Leningrado |
| 16 | P    | Viktor Chanov        | 21 luglio 1959 (26 anni)    | 1     | Dinamo Kiev      |
| 17 | C    | Vadym Yevtushenko    | 1º gennaio 1958 (28 anni)   | 7     | Dinamo Kiev      |
| 18 | A    | Oleg Protasov        | 4 febbraio 1964 (22 anni)   | 19    | Dnipro           |
| 19 | A    | Igor Belanov         | 25 settembre 1960 (25 anni) | 4     | Dinamo Kiev      |
| 20 | C    | Sergey Aleinikov     | 7 novembre 1961 (24 anni)   | 23    | Dinamo Minsk     |
| 21 | D    | Vasiliy Rats         | 25 aprile 1961 (25 anni)    | 2     | Dinamo Kiev      |
| 22 | P    | Sergey Krakovsky     | 11 agosto 1960 (25 anni)    | 0     | Dnipro           |

## Gruppo D

### Algeria
Commissario tecnico: Rabah Saâdane
| N. | Pos. | Giocatore                | Data nascita (età)         | Pres. | Squadra           |
| -- | ---- | ------------------------ | -------------------------- | ----- | ----------------- |
| 1  | P    | Nasser Edine Drid        | 22 gennaio 1957 (29 anni)  | 0     | MC Oran           |
| 2  | D    | Mahmoud Guendouz         | 24 febbraio 1953 (33 anni) | 8     | IR El Biar        |
| 3  | D    | Fathi Chebel             | 19 agosto 1956 (29 anni)   | ?     | FC Rouen          |
| 4  | D    | Nourredine Kourichi      | 12 aprile 1954 (32 anni)   | 3     | Lilla             |
| 5  | D    | Abdellah Medjadi Liegeon | 1º dicembre 1957 (28 anni) | 0     | Monaco            |
| 6  | C    | Mohammed Kaci Said       | 2 maggio 1958 (28 anni)    | 0     | RS Kouba          |
| 7  | A    | Salah Assad              | 30 agosto 1958 (27 anni)   | 7     | Mulhouse          |
| 8  | C    | Karim Maroc              | 5 marzo 1958 (28 anni)     | 0     | Montpellier       |
| 9  | A    | Djamel Menad             | 22 luglio 1960 (25 anni)   | 4     | JE Tizi-Ouzou     |
| 10 | C    | Lakhdar Belloumi         | 29 dicembre 1958 (27 anni) | 7     | Mascara           |
| 11 | A    | Rabah Madjer             | 15 febbraio 1958 (28 anni) | 8     | Porto             |
| 12 | A    | Tedj Bensaoula           | 1º dicembre 1954 (31 anni) | 8     | Le Havre          |
| 13 | A    | Rachid Harkouk           | 16 maggio 1956 (30 anni)   | 0     | Notts County      |
| 14 | C    | Djamel Zidane            | 28 aprile 1955 (31 anni)   | 2     | Waterschei Thor   |
| 15 | D    | Abdelhamid Sadmi         | 1º gennaio 1961 (25 anni)  | 1     | JE Tizi-Ouzou     |
| 16 | D    | Faouzi Mansouri          | 17 gennaio 1956 (30 anni)  | 3     | Montpellier       |
| 17 | A    | Fawzi Benkhalidi         | 3 febbraio 1963 (23 anni)  | ?     | WOB Boufarik      |
| 18 | C    | Halim Ben Mabrouk        | 25 giugno 1960 (25 anni)   | 0     | Racing Club Paris |
| 19 | D    | Mohamed Chaïb            | 20 maggio 1957 (29 anni)   | 0     | RS Kouba          |
| 20 | D    | Fodil Megharia           | 23 maggio 1961 (25 anni)   | 1     | Shlef Olimpie     |
| 21 | P    | Larbi El Hadi            | 27 maggio 1961 (25 anni)   | 0     | WOB Boufarik      |
| 22 | P    | Mourad Amara             | 19 febbraio 1959 (27 anni) | 4     | JE Tizi-Ouzou     |

### Brasile
Commissario tecnico: Telê Santana
| N. | Pos. | Giocatore    | Data nascita (età)          | Pres. | Squadra                  |
| -- | ---- | ------------ | --------------------------- | ----- | ------------------------ |
| 1  | P    | Carlos       | 4 marzo 1956 (30 anni)      | 16    | Corinthians              |
| 2  | D    | Édson        | 3 luglio 1959 (26 anni)     | 17    | Corinthians              |
| 3  | D    | Oscar        | 20 giugno 1954 (31 anni)    | 59    | São Paulo                |
| 4  | D    | Edinho       | 5 giugno 1955 (30 anni)     | 40    | Udinese                  |
| 5  | C    | Falcão       | 16 ottobre 1953 (32 anni)   | 26    | São Paulo                |
| 6  | C    | Júnior       | 29 giugno 1954 (31 anni)    | 56    | Torino                   |
| 7  | A    | Müller       | 31 gennaio 1966 (20 anni)   | 7     | São Paulo                |
| 8  | A    | Casagrande   | 15 aprile 1963 (23 anni)    | 16    | Corinthians              |
| 9  | A    | Careca       | 5 ottobre 1960 (25 anni)    | 28    | São Paulo                |
| 10 | C    | Zico         | 3 marzo 1953 (33 anni)      | 68    | Flamengo                 |
| 11 | A    | Edivaldo     | 13 aprile 1962 (24 anni)    | 2     | Atlético Mineiro         |
| 12 | P    | Paulo Vítor  | 7 giugno 1957 (28 anni)     | 8     | Fluminense               |
| 13 | D    | Josimar      | 19 settembre 1961 (24 anni) | 0     | Botafogo                 |
| 14 | D    | Júlio César  | 8 marzo 1963 (23 anni)      | 1     | Guarani                  |
| 15 | C    | Alemão       | 22 novembre 1961 (24 anni)  | 14    | Botafogo                 |
| 16 | D    | Mauro Galvão | 19 dicembre 1961 (24 anni)  | 1     | Sport Club Internacional |
| 17 | D    | Branco       | 4 aprile 1964 (22 anni)     | 9     | Fluminense               |
| 18 | C    | Sócrates     | 19 febbraio 1954 (32 anni)  | 55    | Flamengo                 |
| 19 | C    | Elzo         | 22 gennaio 1961 (25 anni)   | 6     | Atlético Mineiro         |
| 20 | C    | Silas        | 27 agosto 1965 (20 anni)    | 3     | São Paulo                |
| 21 | C    | Valdo        | 12 gennaio 1964 (22 anni)   | 0     | Grêmio                   |
| 22 | P    | Leão         | 11 luglio 1949 (36 anni)    | 80    | Palmeiras                |

### Irlanda del Nord
Commissario tecnico: Billy Bingham
| N. | Pos. | Giocatore         | Data nascita (età)          | Pres. | Squadra              |
| -- | ---- | ----------------- | --------------------------- | ----- | -------------------- |
| 1  | P    | Pat Jennings      | 12 giugno 1945 (40 anni)    | 116   | Everton              |
| 2  | D    | Jimmy Nicholl     | 28 dicembre 1956 (29 anni)  | 70    | West Bromwich Albion |
| 3  | D    | Mal Donaghy       | 13 settembre 1957 (28 anni) | 42    | Luton Town           |
| 4  | D    | John O’Neill      | 11 marzo 1958 (28 anni)     | 36    | Leicester City       |
| 5  | D    | Alan McDonald     | 12 ottobre 1963 (22 anni)   | 5     | Queens Park Rangers  |
| 6  | C    | David McCreery    | 16 settembre 1957 (28 anni) | 53    | Newcastle Utd        |
| 7  | A    | Steve Penney      | 16 gennaio 1964 (22 anni)   | 7     | Brighton             |
| 8  | C    | Sammy McIlroy     | 2 agosto 1954 (31 anni)     | 84    | Manchester City      |
| 9  | A    | Jimmy Quinn       | 18 novembre 1959 (26 anni)  | 11    | Blackburn Rovers     |
| 10 | A    | Norman Whiteside  | 7 maggio 1965 (21 anni)     | 26    | Manchester Utd       |
| 11 | A    | Ian Edwin Stewart | 10 settembre 1961 (24 anni) | 26    | Newcastle Utd        |
| 12 | P    | Jim Platt         | 26 gennaio 1951 (35 anni)   | 23    | Coleraine FC         |
| 13 | P    | Phil Hughes       | 19 novembre 1964 (21 anni)  | 0     | Bury                 |
| 14 | A    | Gerry Armstrong   | 23 maggio 1954 (32 anni)    | 62    | West Bromwich Albion |
| 15 | C    | Nigel Worthington | 4 novembre 1961 (24 anni)   | 8     | Sheffield Wednesday  |
| 16 | C    | Paul Ramsey       | 3 settembre 1962 (23 anni)  | 9     | Leicester City       |
| 17 | A    | Colin Clarke      | 30 ottobre 1962 (23 anni)   | 3     | Bournemouth          |
| 18 | D    | John McClelland   | 7 dicembre 1965 (20 anni)   | 38    | Watford              |
| 19 | A    | Billy Hamilton    | 9 maggio 1957 (29 anni)     | 38    | Oxford United        |
| 20 | D    | Bernard McNally   | 17 febbraio 1963 (23 anni)  | 1     | Shrewsbury           |
| 21 | C    | David Campbell    | 2 giugno 1965 (20 anni)     | 1     | Nottingham Forest    |
| 22 | A    | Mark Caughey      | 31 agosto 1960 (25 anni)    | 2     | Linfield             |

### Spagna
Commissario tecnico: Miguel Muñoz
| N. | Pos. | Giocatore               | Data nascita (età)          | Pres. | Squadra         |
| -- | ---- | ----------------------- | --------------------------- | ----- | --------------- |
| 1  | P    | Andoni Zubizarreta      | 23 ottobre 1961 (24 anni)   | 9     | Athletic Bilbao |
| 2  | D    | Tomás                   | 9 agosto 1960 (25 anni)     | 5     | Atlético Madrid |
| 3  | D    | José Antonio Camacho    | 8 giugno 1955 (30 anni)     | 64    | Real Madrid     |
| 4  | D    | Antonio Maceda          | 16 maggio 1957 (29 anni)    | 35    | Real Madrid     |
| 5  | D    | Víctor                  | 15 marzo 1957 (29 anni)     | 36    | Barcellona      |
| 6  | C    | Rafael Gordillo         | 24 febbraio 1957 (29 anni)  | 62    | Real Madrid     |
| 7  | C    | Juan Antonio Señor      | 26 agosto 1958 (27 anni)    | 29    | Real Saragozza  |
| 8  | C    | Andoni Goikoetxea       | 23 agosto 1956 (29 anni)    | 29    | Athletic Bilbao |
| 9  | A    | Emilio Butragueño       | 22 luglio 1963 (22 anni)    | 11    | Real Madrid     |
| 10 | A    | Francisco José Carrasco | 6 marzo 1959 (27 anni)      | 30    | Barcellona      |
| 11 | C    | Julio Alberto           | 7 ottobre 1958 (27 anni)    | 22    | Barcellona      |
| 12 | A    | Quique Setién           | 27 settembre 1958 (27 anni) | 3     | Atlético Madrid |
| 13 | P    | Javier Urruticoechea    | 17 febbraio 1952 (34 anni)  | 5     | Barcellona      |
| 14 | C    | Ricardo Gallego         | 8 febbraio 1959 (27 anni)   | 26    | Real Madrid     |
| 15 | D    | Chendo                  | 12 ottobre 1961 (24 anni)   | 1     | Real Madrid     |
| 16 | A    | Hipólito Rincón         | 28 aprile 1957 (29 anni)    | 20    | Betis           |
| 17 | C    | Francisco               | 1º novembre 1962 (23 anni)  | 14    | Siviglia        |
| 18 | C    | Ramón María Calderé     | 16 gennaio 1959 (27 anni)   | 6     | Barcellona      |
| 19 | A    | Julio Salinas           | 11 settembre 1962 (23 anni) | 3     | Atlético Madrid |
| 20 | A    | Eloy                    | 10 luglio 1964 (21 anni)    | 3     | Sporting Gijón  |
| 21 | C    | Míchel                  | 23 marzo 1963 (23 anni)     | 5     | Real Madrid     |
| 22 | P    | Juan Carlos Ablanedo    | 2 settembre 1963 (22 anni)  | 0     | Sporting Gijón  |

## Gruppo E

### Danimarca
Commissario tecnico:  Sepp Piontek
| N. | Pos. | Giocatore            | Data nascita (età)          | Pres. | Squadra        |
| -- | ---- | -------------------- | --------------------------- | ----- | -------------- |
| 1  | P    | Troels Rasmussen     | 4 luglio 1961 (24 anni)     | 15    | Aarhus         |
| 2  | D    | John Sivebæk         | 25 ottobre 1961 (24 anni)   | 36    | Manchester Utd |
| 3  | D    | Søren Busk           | 10 aprile 1953 (33 anni)    | 46    | MVV Maastricht |
| 4  | D    | Morten Olsen         | 14 agosto 1949 (36 anni)    | 79    | Anderlecht     |
| 5  | D    | Ivan Nielsen         | 9 ottobre 1956 (29 anni)    | 31    | Feyenoord      |
| 6  | C    | Søren Lerby          | 1º febbraio 1958 (28 anni)  | 51    | Bayern Monaco  |
| 7  | C    | Jan Mølby            | 4 luglio 1963 (22 anni)     | 20    | Liverpool      |
| 8  | C    | Jesper Olsen         | 20 marzo 1961 (25 anni)     | 26    | Manchester Utd |
| 9  | A    | Klaus Berggreen      | 3 febbraio 1958 (28 anni)   | 31    | Pisa           |
| 10 | A    | Preben Elkjær Larsen | 11 settembre 1957 (28 anni) | 56    | Verona         |
| 11 | C    | Michael Laudrup      | 15 giugno 1964 (21 anni)    | 30    | Juventus       |
| 12 | D    | Jens Jørn Bertelsen  | 15 febbraio 1952 (34 anni)  | 58    | Aarau          |
| 13 | C    | Per Frimann          | 4 giugno 1962 (23 anni)     | 10    | Anderlecht     |
| 14 | A    | Allan Simonsen       | 15 dicembre 1952 (33 anni)  | 53    | Vejle          |
| 15 | C    | Frank Arnesen        | 30 settembre 1956 (29 anni) | 45    | PSV            |
| 16 | P    | Ole Qvist            | 25 febbraio 1950 (36 anni)  | 38    | KB             |
| 17 | D    | Kent Nielsen         | 28 dicembre 1961 (24 anni)  | 4     | Brøndby        |
| 18 | C    | Flemming Christensen | 10 aprile 1958 (28 anni)    | 10    | Lyngby         |
| 19 | A    | John Eriksen         | 20 novembre 1957 (28 anni)  | 5     | Feyenoord      |
| 20 | C    | Jan Bartram          | 6 marzo 1962 (24 anni)      | 3     | Aarhus         |
| 21 | D    | Henrik Andersen      | 7 maggio 1965 (21 anni)     | 6     | Anderlecht     |
| 22 | P    | Lars Høgh            | 14 gennaio 1959 (27 anni)   | 3     | Odense         |

### Scozia
Commissario tecnico: Alex Ferguson
| N. | Pos. | Giocatore        | Data nascita (età)          | Pres. | Squadra         |
| -- | ---- | ---------------- | --------------------------- | ----- | --------------- |
| 1  | P    | Jim Leighton     | 24 luglio 1958 (27 anni)    | 26    | Aberdeen        |
| 2  | D    | Richard Gough    | 5 aprile 1962 (24 anni)     | 23    | Dundee United   |
| 3  | D    | Maurice Malpas   | 3 agosto 1962 (23 anni)     | 10    | Dundee United   |
| 4  | C    | Graeme Souness   | 6 maggio 1953 (33 anni)     | 52    | Sampdoria       |
| 5  | D    | Alex McLeish     | 21 gennaio 1959 (27 anni)   | 43    | Aberdeen        |
| 6  | D    | Willie Miller    | 2 maggio 1955 (31 anni)     | 48    | Aberdeen        |
| 7  | C    | Gordon Strachan  | 9 febbraio 1957 (29 anni)   | 34    | Manchester Utd  |
| 8  | C    | Roy Aitken       | 24 novembre 1958 (27 anni)  | 20    | Celtic          |
| 9  | A    | Eamonn Bannon    | 18 aprile 1958 (28 anni)    | 9     | Dundee United   |
| 10 | C    | Jim Bett         | 25 novembre 1959 (26 anni)  | 17    | Aberdeen        |
| 11 | C    | Paul McStay      | 22 ottobre 1964 (21 anni)   | 14    | Celtic          |
| 12 | P    | Andy Goram       | 13 aprile 1964 (22 anni)    | 3     | Oldham Athletic |
| 13 | D    | Steve Nicol      | 11 dicembre 1961 (24 anni)  | 8     | Liverpool       |
| 14 | D    | David Narey      | 12 giugno 1956 (29 anni)    | 28    | Dundee United   |
| 15 | D    | Arthur Albiston  | 14 luglio 1957 (28 anni)    | 13    | Manchester Utd  |
| 16 | C    | Frank McAvennie  | 22 novembre 1959 (26 anni)  | 2     | West Ham United |
| 17 | A    | Steve Archibald  | 27 settembre 1956 (29 anni) | 26    | Barcellona      |
| 18 | A    | Graeme Sharp     | 16 ottobre 1960 (25 anni)   | 6     | Everton         |
| 19 | A    | Charlie Nicholas | 30 dicembre 1961 (24 anni)  | 15    | Arsenal         |
| 20 | A    | Paul Sturrock    | 10 ottobre 1956 (29 anni)   | 17    | Dundee United   |
| 21 | A    | Davie Cooper     | 25 febbraio 1956 (30 anni)  | 14    | Rangers         |
| 22 | P    | Alan Rough       | 25 novembre 1951 (34 anni)  | 53    | Hibernian       |

### Uruguay
Commissario tecnico: Omar Borrás
| N. | Pos. | Giocatore         | Data nascita (età)          | Pres. | Squadra                  |
| -- | ---- | ----------------- | --------------------------- | ----- | ------------------------ |
| 1  | P    | Rodolfo Rodríguez | 20 gennaio 1956 (30 anni)   | 78    | Santos                   |
| 2  | D    | Nelson Gutiérrez  | 13 aprile 1962 (24 anni)    | 31    | River Plate              |
| 3  | D    | Eduardo Acevedo   | 25 settembre 1959 (26 anni) | 37    | Defensor Sporting        |
| 4  | D    | Víctor Diogo      | 9 aprile 1958 (28 anni)     | 31    | Palmeiras                |
| 5  | C    | Miguel Bossio     | 10 febbraio 1960 (26 anni)  | 27    | Peñarol                  |
| 6  | D    | José Batista      | 6 marzo 1962 (24 anni)      | 8     | Deportivo Español        |
| 7  | A    | Antonio Alzamendi | 7 giugno 1956 (29 anni)     | 6     | River Plate              |
| 8  | C    | Jorge Barrios     | 24 gennaio 1961 (25 anni)   | 53    | Olympiakos               |
| 9  | A    | Jorge da Silva    | 11 dicembre 1961 (24 anni)  | 19    | Atlético Madrid          |
| 10 | C    | Enzo Francescoli  | 12 novembre 1961 (24 anni)  | 22    | River Plate              |
| 11 | C    | Sergio Santín     | 6 agosto 1956 (29 anni)     | 14    | Atlético Nacional        |
| 12 | P    | Fernando Alvez    | 4 settembre 1959 (26 anni)  | 6     | Peñarol                  |
| 13 | D    | César Vega        | 2 settembre 1959 (26 anni)  | 7     | Danubio                  |
| 14 | D    | Darío Pereyra     | 19 ottobre 1956 (29 anni)   | 31    | São Paulo                |
| 15 | D    | Eliseo Rivero     | 27 dicembre 1957 (28 anni)  | 6     | Peñarol                  |
| 16 | A    | Mario Saralegui   | 24 aprile 1959 (27 anni)    | 26    | Elche                    |
| 17 | C    | José Zalazar      | 26 ottobre 1963 (22 anni)   | 15    | Peñarol                  |
| 18 | C    | Rubén Paz         | 8 agosto 1959 (26 anni)     | 22    | Sport Club Internacional |
| 19 | A    | Venancio Ramos    | 20 giugno 1959 (26 anni)    | 36    | Lens                     |
| 20 | A    | Carlos Aguilera   | 21 settembre 1964 (21 anni) | 38    | Nacional                 |
| 21 | A    | Wilmar Cabrera    | 31 luglio 1959 (26 anni)    | 24    | Valencia                 |
| 22 | P    | Celso Otero       | 1º febbraio 1958 (28 anni)  | 0     | Montevideo Wanderers     |

### Germania Ovest
Commissario tecnico: Franz Beckenbauer
| N. | Pos. | Giocatore             | Data nascita (età)          | Pres. | Squadra               |
| -- | ---- | --------------------- | --------------------------- | ----- | --------------------- |
| 1  | P    | Harald Schumacher     | 6 marzo 1954 (32 anni)      | 67    | Colonia               |
| 2  | D    | Hans-Peter Briegel    | 11 ottobre 1955 (30 anni)   | 66    | Verona                |
| 3  | D    | Andreas Brehme        | 9 ottobre 1960 (25 anni)    | 23    | Kaiserslautern        |
| 4  | D    | Karlheinz Förster     | 25 luglio 1958 (27 anni)    | 74    | Stoccarda             |
| 5  | D    | Matthias Herget       | 14 novembre 1955 (30 anni)  | 21    | Bayer Uerdingen       |
| 6  | C    | Norbert Eder          | 7 novembre 1955 (30 anni)   | 1     | Bayern Monaco         |
| 7  | C    | Pierre Littbarski     | 16 aprile 1960 (26 anni)    | 40    | Colonia               |
| 8  | C    | Lothar Matthäus       | 21 marzo 1961 (25 anni)     | 41    | Bayern Monaco         |
| 9  | A    | Rudi Völler           | 13 aprile 1960 (26 anni)    | 31    | Werder Brema          |
| 10 | C    | Felix Magath          | 26 luglio 1953 (32 anni)    | 37    | Amburgo               |
| 11 | A    | Karl-Heinz Rummenigge | 25 settembre 1955 (30 anni) | 88    | Internazionale        |
| 12 | P    | Uli Stein             | 23 ottobre 1954 (31 anni)   | 6     | Amburgo               |
| 13 | C    | Karl Allgöwer         | 5 gennaio 1957 (29 anni)    | 10    | Stoccarda             |
| 14 | C    | Thomas Berthold       | 12 novembre 1964 (21 anni)  | 12    | Eintracht Francoforte |
| 15 | D    | Klaus Augenthaler     | 26 settembre 1957 (28 anni) | 11    | Bayern Monaco         |
| 16 | C    | Olaf Thon             | 1º maggio 1966 (20 anni)    | 10    | Schalke 04            |
| 17 | D    | Ditmar Jakobs         | 28 agosto 1953 (32 anni)    | 14    | Amburgo               |
| 18 | A    | Uwe Rahn              | 21 maggio 1962 (24 anni)    | 9     | Borussia M'gladbach   |
| 19 | A    | Klaus Allofs          | 5 dicembre 1956 (29 anni)   | 40    | Colonia               |
| 20 | C    | Dieter Hoeneß         | 7 gennaio 1953 (33 anni)    | 4     | Bayern Monaco         |
| 21 | C    | Wolfgang Rolff        | 26 dicembre 1959 (26 anni)  | 17    | Amburgo               |
| 22 | P    | Eike Immel            | 27 novembre 1960 (25 anni)  | 4     | Borussia Dortmund     |

## Gruppo F

### Marocco
Commissario tecnico:  José Faría
| N. | Pos. | Giocatore              | Data nascita (età)          | Pres. | Squadra          |
| -- | ---- | ---------------------- | --------------------------- | ----- | ---------------- |
| 1  | P    | Badou Zaki             | 2 aprile 1959 (27 anni)     | 6     | Wydad Casablanca |
| 2  | D    | Labd Khalifa           | 1955 (30-31 anni)           | 1     | Kenitra AC       |
| 3  | D    | Abdelmajid Lamris      | 12 febbraio 1959 (27 anni)  | 6     | FAR Rabat        |
| 4  | D    | Mustafa El Biyaz       | 12 dicembre 1960 (25 anni)  | 4     | KAC Marrakesh    |
| 5  | D    | Norredine Bouyahyaoui  | 7 gennaio 1955 (31 anni)    | 6     | Kenitra AC       |
| 6  | C    | Abdelmajid Dolmy       | 19 aprile 1953 (33 anni)    | 6     | Raja Casablanca  |
| 7  | C    | Mustafa El Haddaoui    | 28 luglio 1961 (24 anni)    | 4     | Lausanne         |
| 8  | C    | Aziz Bouderbala        | 26 dicembre 1960 (25 anni)  | 2     | Sion             |
| 9  | A    | Abdelkrim Merry Krimau | 13 gennaio 1955 (31 anni)   | 1     | Le Havre         |
| 10 | C    | Mohamed Timoumi        | 15 gennaio 1960 (26 anni)   | 5     | FAR Rabat        |
| 11 | A    | Mustafa Merry          | 21 aprile 1958 (28 anni)    | 4     | Valenciennes FC  |
| 12 | P    | Salahdine Hmied        | 1º settembre 1961 (24 anni) | ?     | FAR Rabat        |
| 13 | A    | Abdelfettah Rihati     | 25 febbraio 1963 (23 anni)  | 1     | Maghreb Fez      |
| 14 | D    | Lahcen Ouadani         | 14 luglio 1959 (26 anni)    | 3     | FAR Rabat        |
| 15 | C    | Mouncif El Haddaoui    | 21 ottobre 1964 (21 anni)   | ?     | AS Sale          |
| 16 | A    | Azzedine Amanallah     | 7 aprile 1956 (30 anni)     | ?     | Besançon RC      |
| 17 | A    | Abderrazak Khairi      | 20 novembre 1962 (23 anni)  | 1     | FAR Rabat        |
| 18 | C    | Mohamed Sahil          | 11 ottobre 1963 (22 anni)   | ?     | KAC Marrakesh    |
| 19 | C    | Fadel Jilal            | 4 marzo 1964 (22 anni)      | 0     | Wydad Casablanca |
| 20 | D    | Abdellah Bidar         | 10 settembre 1965 (20 anni) | ?     | CODM Meknes      |
| 21 | C    | Abdelaziz Soulaimain   | 30 aprile 1958 (28 anni)    | 1     | Maghreb Fez      |
| 22 | P    | Abdelfettah Mouddani   | 30 luglio 1956 (29 anni)    | ?     | Kenitra AC       |

### Inghilterra
Commissario tecnico: Bobby Robson
| N. | Pos. | Giocatore       | Data nascita (età)          | Pres. | Squadra             |
| -- | ---- | --------------- | --------------------------- | ----- | ------------------- |
| 1  | P    | Peter Shilton   | 18 settembre 1949 (36 anni) | 81    | Southampton         |
| 2  | D    | Gary Stevens    | 27 marzo 1963 (23 anni)     | 9     | Everton             |
| 3  | D    | Kenny Sansom    | 26 settembre 1958 (27 anni) | 65    | Arsenal             |
| 4  | C    | Glenn Hoddle    | 27 ottobre 1957 (28 anni)   | 33    | Tottenham           |
| 5  | D    | Alvin Martin    | 29 luglio 1958 (27 anni)    | 15    | West Ham Utd        |
| 6  | D    | Terry Butcher   | 28 dicembre 1958 (27 anni)  | 40    | Ipswich Town        |
| 7  | C    | Bryan Robson    | 11 gennaio 1957 (29 anni)   | 51    | Manchester Utd      |
| 8  | C    | Ray Wilkins     | 14 settembre 1956 (29 anni) | 80    | Milan               |
| 9  | A    | Mark Hateley    | 7 novembre 1961 (24 anni)   | 18    | Milan               |
| 10 | A    | Gary Lineker    | 30 novembre 1960 (25 anni)  | 13    | Everton             |
| 11 | C    | Chris Waddle    | 14 dicembre 1960 (25 anni)  | 16    | Tottenham           |
| 12 | D    | Viv Anderson    | 29 luglio 1956 (29 anni)    | 21    | Arsenal             |
| 13 | P    | Chris Woods     | 14 novembre 1959 (26 anni)  | 4     | Norwich City        |
| 14 | D    | Terry Fenwick   | 17 novembre 1959 (26 anni)  | 15    | Queens Park Rangers |
| 15 | D    | Gary A. Stevens | 30 marzo 1962 (24 anni)     | 5     | Tottenham           |
| 16 | C    | Peter Reid      | 30 giugno 1956 (29 anni)    | 6     | Everton             |
| 17 | C    | Trevor Steven   | 21 settembre 1963 (22 anni) | 10    | Everton             |
| 18 | C    | Steve Hodge     | 25 ottobre 1962 (23 anni)   | 3     | Aston Villa         |
| 19 | A    | John Barnes     | 7 novembre 1963 (22 anni)   | 27    | Watford             |
| 20 | A    | Peter Beardsley | 18 gennaio 1961 (25 anni)   | 5     | Newcastle Utd       |
| 21 | A    | Kerry Dixon     | 24 luglio 1961 (24 anni)    | 6     | Chelsea             |
| 22 | P    | Gary Bailey     | 9 agosto 1958 (27 anni)     | 2     | Manchester Utd      |

### Polonia
Commissario tecnico: Antoni Piechniczek
| N. | Pos. | Giocatore            | Data nascita (età)          | Pres. | Squadra        |
| -- | ---- | -------------------- | --------------------------- | ----- | -------------- |
| 1  | P    | Józef Młynarczyk     | 20 settembre 1953 (32 anni) | 38    | FC Porto       |
| 2  | D    | Kazimierz Przybyś    | 11 luglio 1960 (25 anni)    | 9     | Widzew Łódź    |
| 3  | D    | Władysław Żmuda      | 6 giugno 1954 (31 anni)     | 90    | Cremonese      |
| 4  | D    | Marek Ostrowski      | 22 novembre 1959 (26 anni)  | 26    | Pogoń Szczecin |
| 5  | D    | Roman Wójcicki       | 8 gennaio 1958 (28 anni)    | 49    | Widzew Łódź    |
| 6  | C    | Waldemar Matysik     | 27 settembre 1961 (24 anni) | 42    | Górnik Zabrze  |
| 7  | C    | Ryszard Tarasiewicz  | 27 aprile 1962 (24 anni)    | 12    | Śląsk Wrocław  |
| 8  | A    | Jan Urban            | 14 maggio 1962 (24 anni)    | 13    | Górnik Zabrze  |
| 9  | C    | Jan Karaś            | 17 marzo 1959 (27 anni)     | 6     | Legia Warszawa |
| 10 | D    | Stefan Majewski      | 31 gennaio 1956 (30 anni)   | 36    | Kaiserslautern |
| 11 | A    | Włodzimierz Smolarek | 16 luglio 1957 (28 anni)    | 48    | Widzew Łódź    |
| 12 | P    | Jacek Kazimierski    | 17 agosto 1959 (26 anni)    | 16    | Legia Warszawa |
| 13 | C    | Ryszard Komornicki   | 14 agosto 1959 (26 anni)    | 14    | Górnik Zabrze  |
| 14 | D    | Dariusz Kubicki      | 6 giugno 1963 (22 anni)     | 11    | Legia Warszawa |
| 15 | C    | Andrzej Buncol       | 21 settembre 1959 (26 anni) | 49    | Legia Warszawa |
| 16 | A    | Andrzej Pałasz       | 22 luglio 1960 (25 anni)    | 34    | Górnik Zabrze  |
| 17 | A    | Andrzej Zgutczyński  | 1º gennaio 1958 (28 anni)   | 4     | Górnik Zabrze  |
| 18 | D    | Krzysztof Pawlak     | 12 febbraio 1958 (28 anni)  | 22    | Lech Poznań    |
| 19 | P    | Józef Wandzik        | 13 agosto 1963 (22 anni)    | 3     | Górnik Zabrze  |
| 20 | C    | Zbigniew Boniek      | 3 marzo 1956 (30 anni)      | 74    | Roma           |
| 21 | C    | Dariusz Dziekanowski | 30 settembre 1962 (23 anni) | 33    | Legia Warszawa |
| 22 | A    | Jan Furtok           | 9 marzo 1962 (24 anni)      | 4     | GKS Katowice   |

### Portogallo
Commissario tecnico: José Torres
| N. | Pos. | Giocatore         | Data nascita (età)         | Pres. | Squadra          |
| -- | ---- | ----------------- | -------------------------- | ----- | ---------------- |
| 1  | P    | Manuel Bento      | 25 giugno 1948 (37 anni)   | 62    | Benfica          |
| 2  | D    | João Pinto        | 21 novembre 1961 (24 anni) | 22    | Porto            |
| 3  | C    | António Sousa     | 28 aprile 1957 (29 anni)   | 17    | Sporting Lisbona |
| 4  | D    | José Ribeiro      | 2 novembre 1957 (28 anni)  | 2     | Boavista         |
| 5  | D    | Álvaro            | 3 gennaio 1961 (25 anni)   | 11    | Benfica          |
| 6  | C    | Carlos Manuel     | 15 gennaio 1958 (28 anni)  | 39    | Benfica          |
| 7  | C    | Jaime Pacheco     | 22 luglio 1958 (27 anni)   | 21    | Sporting Lisbona |
| 8  | D    | Frederico         | 6 aprile 1957 (29 anni)    | 5     | Boavista         |
| 9  | A    | Fernando Gomes    | 22 novembre 1956 (29 anni) | 42    | Porto            |
| 10 | A    | Paulo Futre       | 28 febbraio 1966 (20 anni) | 10    | Porto            |
| 11 | C    | Oscar Bandeirinha | 26 novembre 1962 (23 anni) | 0     | Académica        |
| 12 | P    | Jorge Martins     | 22 agosto 1954 (31 anni)   | 0     | Belenenses       |
| 13 | D    | António Morato    | 6 novembre 1964 (21 anni)  | 4     | Sporting Lisbona |
| 14 | C    | Jaime Magalhães   | 10 luglio 1962 (23 anni)   | 7     | Porto            |
| 15 | A    | António Oliveira  | 8 giugno 1958 (27 anni)    | 1     | Benfica          |
| 16 | D    | José António      | 29 ottobre 1957 (28 anni)  | 2     | Belenenses       |
| 17 | A    | Diamantino        | 3 agosto 1959 (26 anni)    | 19    | Benfica          |
| 18 | C    | Luís Sobrinho     | 5 maggio 1961 (25 anni)    | 0     | Belenenses       |
| 19 | A    | Rui Águas         | 28 aprile 1960 (26 anni)   | 3     | Benfica          |
| 20 | D    | Augusto Inácio    | 1º febbraio 1955 (31 anni) | 22    | Porto            |
| 21 | C    | António André     | 24 dicembre 1957 (28 anni) | 5     | Porto            |
| 22 | P    | Vítor Damas       | 8 ottobre 1947 (38 anni)   | 27    | Sporting Lisbona |